# Flore du Gabon
Flore du Gabon (abreviado Fl. Gabon) es una revista con ilustraciones y descripciones botánicas que es editada en París por el Museo Nacional de Historia Natural de Francia. Se publica desde el año 1961 describiendo la rica y variada flora de Gabón.